# رون ريفكين
رون ريفكين (بالإنجليزية: Ron Rifkin )‏ (و. 1939  م) هو مخرج أفلام، وممثل مسرحي، وممثل أفلام، وممثل تلفزي أمريكي، ولد في نيويورك.

## التعليم
تعلم في جامعة نيويورك.

## وصلات خارجية
- رون ريفكين على موقع IMDb (الإنجليزية)
- رون ريفكين على موقع ألو سيني (الفرنسية)
- رون ريفكين على موقع أول موفي (الإنجليزية)
- رون ريفكين على موقع قاعدة بيانات برودواي على الإنترنت (الإنجليزية)
- رون ريفكين على موقع قاعدة بيانات الأفلام السويدية (السويدية)
- رون ريفكين على موقع إن إن دي بي (الإنجليزية)
- رون ريفكين على موقع ديسكوغز (الإنجليزية)
- رون ريفكين على موقع قاعدة بيانات الفيلم (الإنجليزية)
- رون ريفكين على موقع كينوبويسك (الروسية)